# Лазар, Кёртис
Кёртис Лаза́р (англ. Curtis Lazar; 2 февраля 1995, Салмон-Арм, Британская Колумбия) — канадский профессиональный хоккеист, нападающий клуба «Нью-Джерси Девилз». Чемпион мира среди молодёжных команд 2015 года.

## Игровая карьера
Свою профессиональную хоккейную карьеру Лазар начал в хоккейной академии Оканаган по программе развития молодых хоккеистов в Британской Колумбии, после чего в 2010 году присоединился к клубу западной хоккейной лиги «Эдмонтон Ойл Кингз». В 2011 году Кёртис был включён в состав сборной провинции для участия в Канадских играх и стал лучшим бомбардиром турнира, обновив рекорды результативности, установленные в прошлых розыгрышах Сидни Кросби (17 результативных передач) и Стивеном Стэмкосом (12 заброшенных шайб). На протяжении трёх сезонов с 2011/12 по 2013/14 Лазар вместе с командой доходил до финала розыгрыша кубка Эда Чиновета, где встречался с клубом «Портленд Уинтерхокс», дважды одерживал победы в финальной серии, а в 2014 году сумел победить и в розыгрыше мемориального кубка. В январе 2013 года Кёртис принял участие в матче лучших проспектов всей канадской хоккейной лиги.
В результате драфта НХЛ 2013 года Лазар был выбран в 1-м раунде под общим 17-м номером клубом «Оттава Сенаторз»: в качестве сильных сторон игрока скауты выделяли его возможность игры как форварда оборонительного, так и атакующего плана. Однако на сезон 2013/14 Кёртис был отправлен вновь в «Эдмонтон Ойл Кингз». Дебют Лазара в НХЛ состоялся 9 октября 2014 года во встрече против команды «Нэшвилл Предаторз»: сам Кёртис успел провести на площадке 15 минут чистого времени. В середине сезона 2014/15 клуб разрешил Лазару из-за его низкой результативности принять участие в молодёжном чемпионате мира 2015 года, сам Кёртис был назначен капитаном команды. Заработав 9 очков за результативность Лазар вошёл в итоговую шестёрку лучших бомбардиров турнира и помог команде одержать победу на турнире, переиграв в финальном матче молодёжную сборную России 5:4.
За два сезона в НХЛ в составе «Сенаторз» Кёртис так и не смог продемонстрировать высокую результативность, коей он отличался в молодёжных лигах, потому в сезоне 2016/17 он был выведен из основного состава команды после диагностики у него в межсезонье мононуклеоза и после выздоровления принимал участие в играх НХЛ лишь в случае травм основных игроков. 1 марта 2017 года Лазар был обменян в «Калгари Флэймз» на Юрки Йокипакку и пик второго раунда драфта 2017 года. Перед драфтом расширения 2017 года Лазар был защищён клубом от выбора «Вегас Голден Найтс».

## Статистика
| Легенда | Легенда                    | Легенда | Легенда                   | Легенда | Легенда    |
| ------- | -------------------------- | ------- | ------------------------- | ------- | ---------- |
| И       | Количество проведённых игр | Штр     | Штрафное время            | +/−     | Плюс-минус |
| Г       | Голы                       | П       | Голевые передачи          | О       | Очки       |
| -       | Статистика неизвестна      | —       | Статистика не учитывалась |         |            |